# Croce del World Trade Center

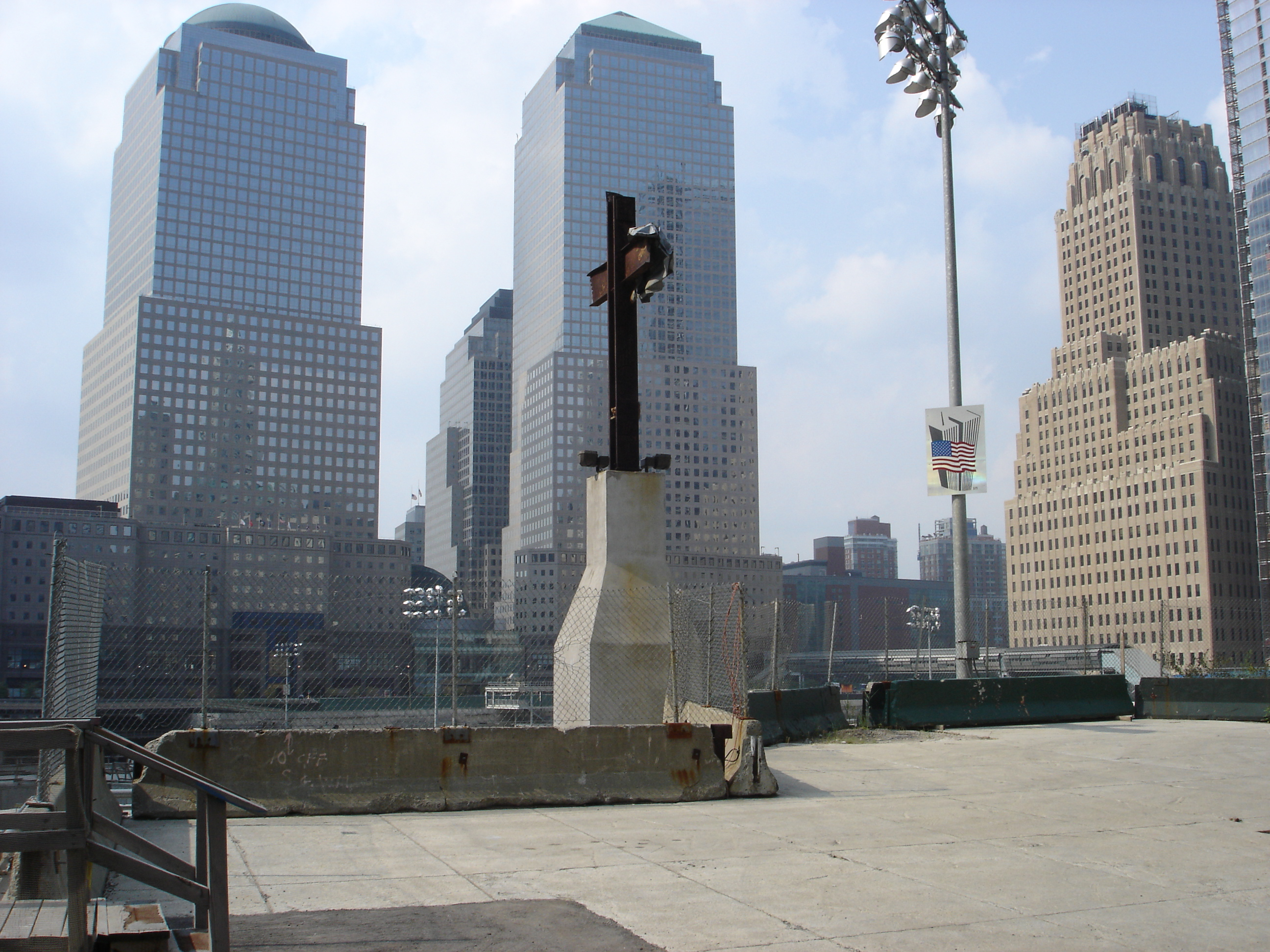
La croce del World Trade Center a Church Street Plaza nel 2005

La croce del World Trade Center, nota anche come croce di ground zero, è una formazione di travi d'acciaio recuperata dal ground zero del World Trade Center, in seguito agli attentati dell'11 settembre 2001. Viene così chiamata perché ricorda, nelle sue proporzioni, una croce cristiana. Fa parte del National September 11 Memorial & Museum dal 2014.

## Storia

### Contesto

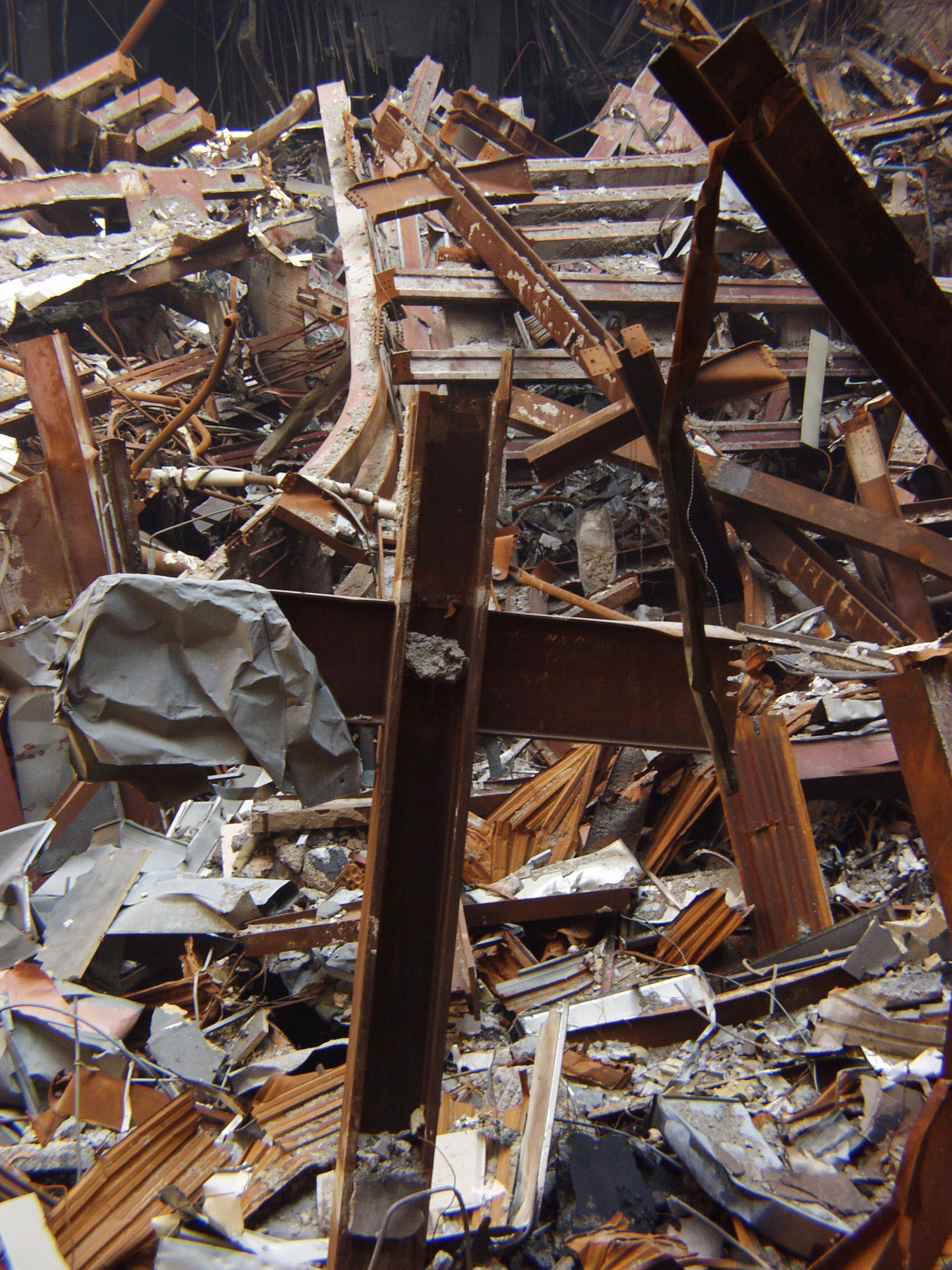
La trave tra le macerie

Il complesso di edifici è stato costruito con dei prefabbricati, i quali sono stati successivamente saldati e assemblati una volta trasportati sul sito del World Trade Center, processo che ha consentito di ridurre drasticamente tempi e costi di costruzione. Sono state utilizzate sia travi a T che a croce. Il collasso delle Torri Gemelle ha spinto una grande quantità di detriti sul Six World Trade Center distruggendolo: si ritiene pertanto che la croce del World Trade Center, ritrovata in mezzo alle macerie di questo edificio, provenga invece dalla Torre Nord.

### Scoperta

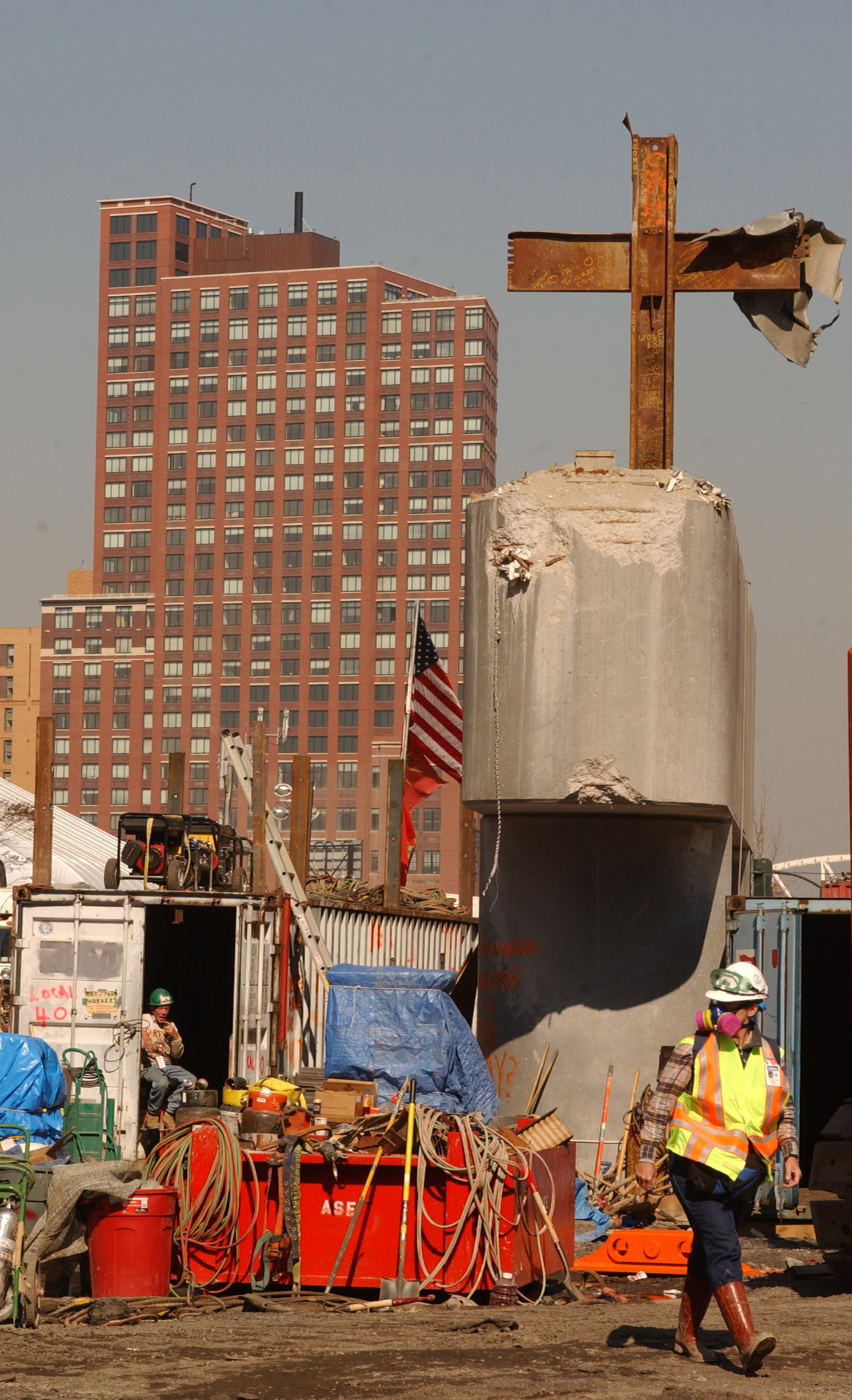
La croce nella sua posizione originaria

Dopo gli attentati le squadre del New York City Fire Department si attivarono fin da subito alla ricerca di eventuali sopravvissuti scavando tra i detriti. Due giorni dopo gli attacchi, un operaio di nome Frank Silecchia ha scoperto una croce di due travi d'acciaio saldate. Per alcuni operai la croce diventò in poco tempo un santuario, essi pregavano infatti davanti ad essa e alcuni vi scrissero sopra alcuni messaggi per le vittime degli attentati dell'11 settembre 2001.

## Posizioni

### Church Street Plaza
Man mano che i lavori proseguivano la croce iniziò a ostacolare le attività del cantiere per via della sua posizione, il sindaco di New York Rudolph Giuliani deliberò dunque di spostare la trave, fu successivamente collocata su un piedistallo a Church Street Plaza, vicino Liberty Street. Fu spostata con una gru il 3 ottobre e installata il giorno seguente, diventando oltretutto un'attrazione turistica.

### Chiesa cattolica romana di San Pietro

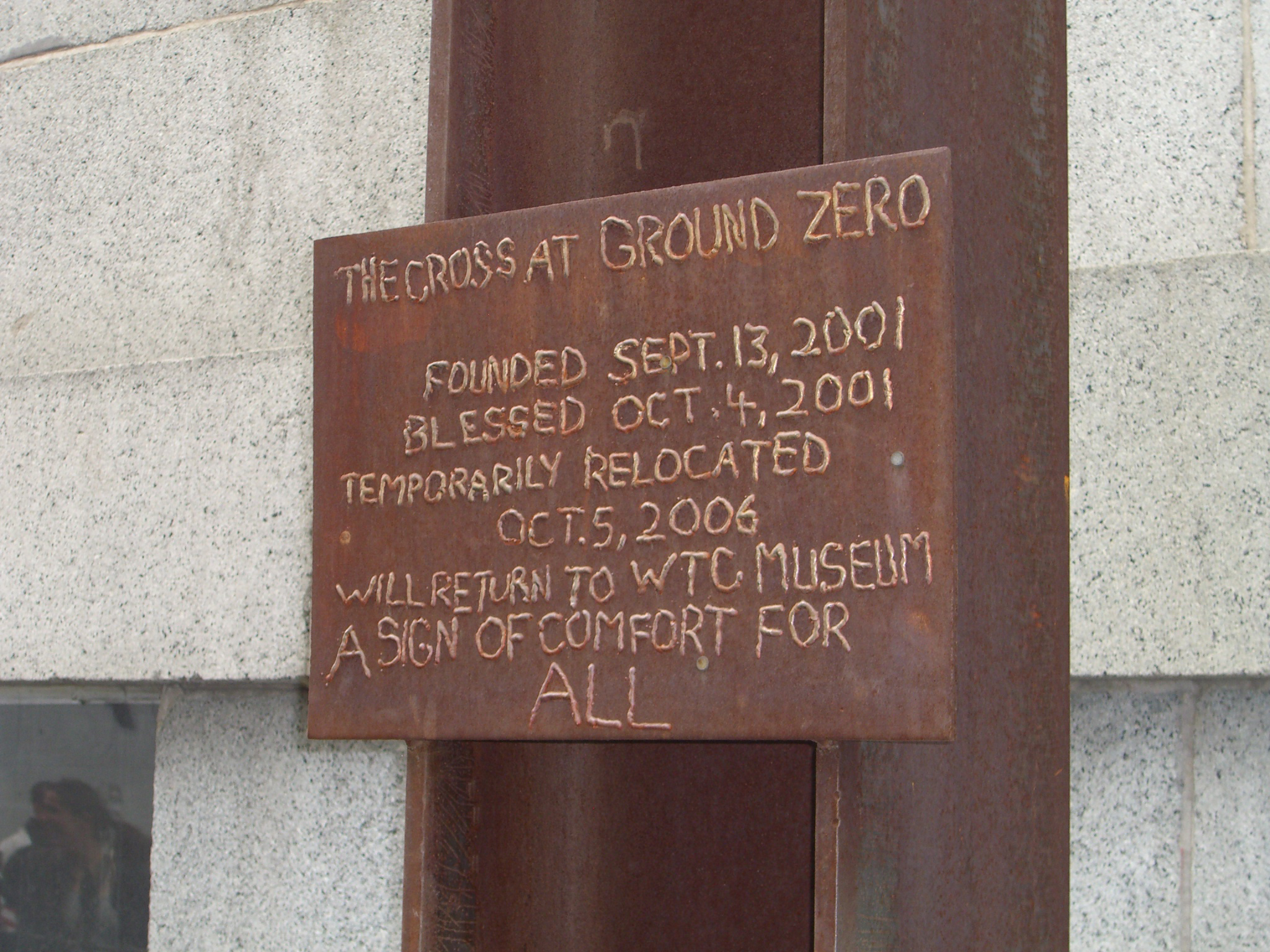
Particolare della targa

Durante la ricostruzione del complesso la croce venne nuovamente spostata, nel 2005 infatti l'Autorità Portuale di New York e New Jersey riportò la necessità di sgomberare alcune zone in vista della costruzione del World Trade Center Transportation Hub. Alcuni cattolici, in particolare un frate francescano di nome Brian Jordan, si opposero proponendo successivamente di collocarla presso la chiesa cattolica romana di San Pietro.
Cogliendo il suggerimento della comunità cattolica, il 5 ottobre 2006 venne collocata sul lato della chiesa verso Church Street, tra Barclay e Vesey Street, con una targa:

### National September 11 Memorial & Museum
Il 23 luglio 2011 la croce è stata consacrata da padre Jordan durante una breve cerimonia, successivamente è stata caricata su un autocarro e spostata al National September 11 Memorial & Museum appena concluso, prima di tutte le altre esposizioni del museo.

## Nella cultura popolare
Un film documentario intitolato The Cross and The Towers, uscito nel 2006, racconta la storia della trave. Ha vinto alcuni premi tra cui l'Audience Choice Award al Palm Beach International Festival, il miglior film al Gloria Film Festival, Crystal Heart all'Heartland Film Festival e finalista allo USA FilmFestival.